# Lloyd Grant
Lloyd Grant er en jamaicansk/amerikansk guitarist og var session-guitarist i Metallica i 1981. 
Han var en del af den første rigtige Metallica opstilling med James Hetfield, Lars Ulrich og Ron McGovney. Grant spillede soloen på den første demo af bandets første sang "Hit The Lights", som var med på pladen "Metal Massacre". Der var på det tidspunkt ingen i bandet der kunne spille en guitarsolo, så man ringede til Lloyd Grant. Bandet havde haft et par session-guitarister før ham, men de bidrog ikke med noget materiale. Han nåede aldrig at spille live med Metallica, da han blev erstattet senere i 1981 af Dave Mustaine. Den version af "Hit The Lights", man kender fra "Kill 'Em All" pladen, er med Kirk Hammett som lead guitarist.

I 1985 startede han bandet Defcon, der dog aldrig blev nogen succes.